# Naviglio di Bereguardo
Le Naviglio di Bereguardo est un des canaux artificiels, destinés à la navigation interne qui ont été creusés entre le Moyen Âge et le XIXe siècle dans le milanais.

## Géographie
Pour une longueur de 19 km et un dénivelé de 24 mètres le canal comporte 12 écluses.

## Histoire
Le Naviglio di Bereguardo, déjà commencé en 1420, fut réalisé en grande partie entre 1457 et 1470 par la volonté de François Sforza duc de Milan,qui chargea Bertola da Novate d'étudier et de suivre la suite du creusement pour la navigation vers Pavie.
Il se sépare du Naviglio Grande à Abbiategrasso pour se diriger vers le sud, rejoignant Bereguardo près du Tessin.
Les embarcations qui du Pô en remontant le Tessin, voulaient rejoindre Milan, devaient être transbordées, via la terre, sur ce canal. Puis en remontant rejoignaient le Naviglio Grande et la cité de Milan.
Le canal fut opérationnel au début du XIXe siècle, quand fut achevé le Naviglio Pavese, qui, grâce à un système d'écluse, met directement en communication Milan avec le Tessin, non loin du raccordement avec le Pô.
Aujourd'hui il sert de canal d'irrigation.

### Traces de la Construction
Les origines du Naviglio di Bereguardo ne sont pas connues avec précision. Certains historiens affirment que le canal était déjà construit et daté de la fin 1443 ; telle datation parait prouvée par certains documents de l’époque transcrits dans le livre Dati ed accepti, au chapitre Des dépenses des travaux ducaux, rédigé par le Dauphin De Giorgi, trésorier de l'an 1438, et dans la Storiade Municipi italiani de Carlo Morbio.